# Kaga (provincia)
Kaga (加賀国?, Kaga-no kuni) fu una provincia del Giappone, in quella che nel XXI secolo è la zona meridionale della prefettura di Ishikawa.

Mappa delle province giapponesi con la provincia di Kaga evidenziata

Governata dal clan Maeda, la capitale di Kaga fu Kanazawa. Confinava con le province di Echizen, Etchu, Hida e Noto.